# Telecrates
Telecrates é um gênero de traça pertencente à família Agonoxenidae.